# 1er régiment de fusiliers marins
« 1er bataillon de fusiliers marins » redirige ici. Pour le 1er bataillon de fusiliers marins commandos, voir Commandos Kieffer (France libre).
Pour les articles homonymes, voir 1er régiment et Fusiliers marins.
Le 1er régiment de fusiliers marins (1er RFM) est une unité des Forces françaises libres, rattaché à l'Armée de terre. Il est formé de fusiliers marins des forces navales françaises libres.
Créé sous le nom de 1er bataillon de fusiliers marins (1er BFM), il devient ensuite le régiment de reconnaissance de la première division française libre pendant la campagne d'Italie, puis celle de la libération de la  France. Il a été fait Compagnon de la Libération par décret du 12 juin 1945.

## Le1erbataillonde fusiliers marins

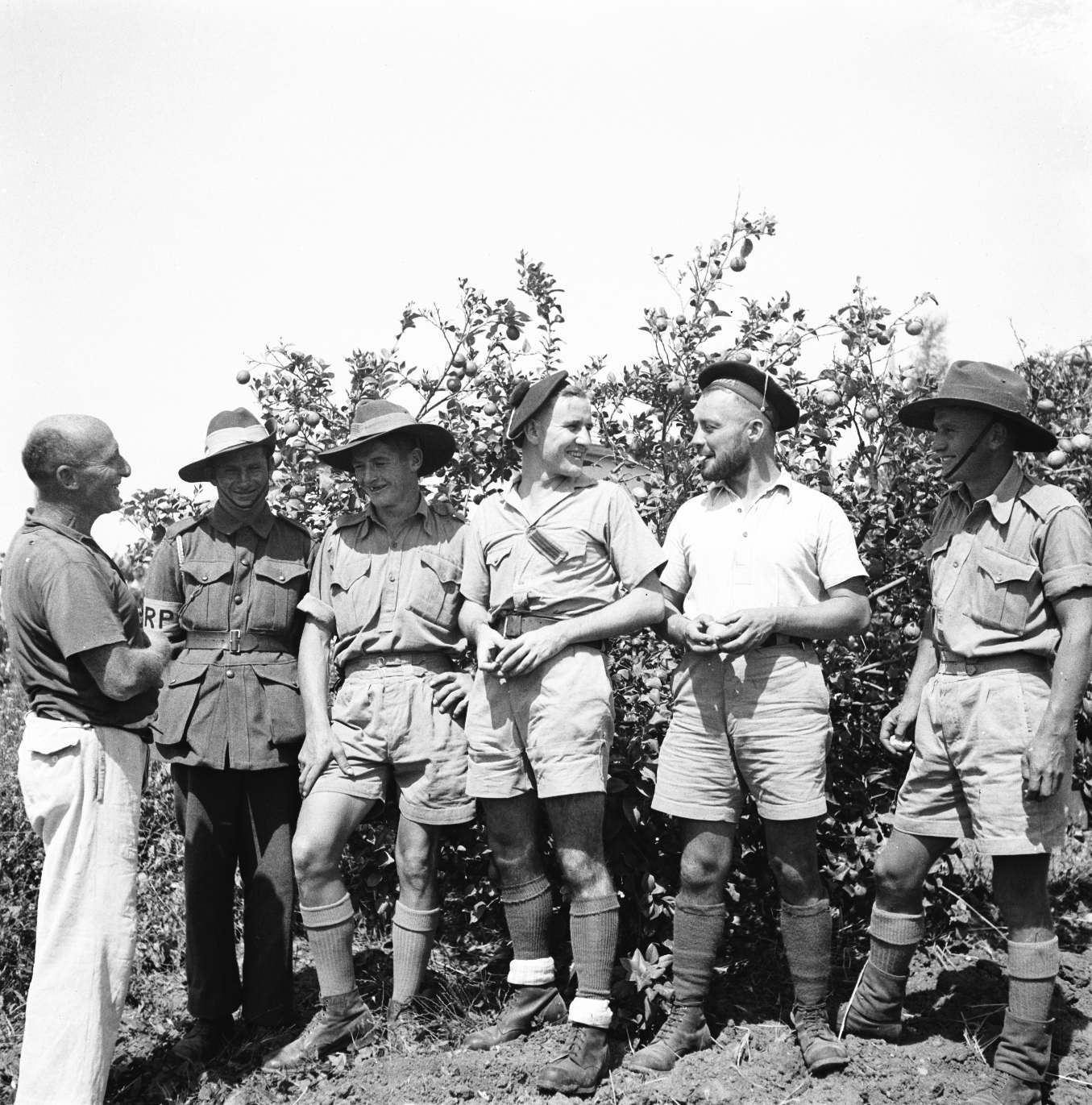
Marins du 1er BFM avec des soldats australiens en Palestine en 1941.

Le bataillon est créé à l'été 1940 en Grande-Bretagne, avec 400 marins ralliés à Charles de Gaulle. Il fait partie de la 1re brigade de légion française repoussée devant Dakar par les Vichystes en septembre 1940 puis de la brigade française d'Orient envoyé en décembre 1940 en Érythrée.
Début 1941, il est transformé en unité de lutte antiaérienne. Il est rattaché à la 2e brigade de la 1re division légère française libre, engagée en Syrie en juin 1941.
Rattaché à partir de la fin 1941 à la 1re brigade française libre indépendante, le bataillon combat lors de la bataille de Bir Hacheim, repoussant les assauts aériens germano-italiens.
Le 1er BFM redevient ensuite en février 1943 l'unité anti-aérienne de la 1re division française libre reconstituée.

## Création du1errégiment de fusiliers marins
Le 24 septembre 1943, le 1er bataillon de fusiliers marins ayant augmenté ses effectifs avec des volontaires provenant de la marine d'Afrique du Nord (en particulier radios et mécaniciens), devient le 1er régiment de fusiliers marins (1er RFM), unité blindée de reconnaissance de la 1re DFL. Le commandement est confié au capitaine de corvette Hubert Amyot d'Inville, chef du 1er BFM ; son adjoint, le lieutenant de vaisseau Philippe Le Bourgeois, à ses côtés depuis juillet 1940, rejoint alors un embarquement reporté depuis trois ans. Le 1er RFM est équipé de matériel américain : chars légers Stuart M3 A3, obusiers automoteurs M8 Scott, véhicules de reconnaissance M3, halftracks M5 et jeeps Willys MB. 

## Campagnes du1erRFM (Avril 1944-Mai 1945)
- Elle ne cite pas suffisamment ses sources. Vous pouvez indiquer les passages à sourcer avec {{référence nécessaire}} ou {{Référence souhaitée}}, et inclure les références utiles en les liant aux notes de bas de page. (Marqué depuis mai 2022)
- Certaines informations devraient être mieux reliées aux sources mentionnées dans la bibliographie ou les liens externes. Améliorez sa vérifiabilité en les associant par des références. (Marqué depuis mai 2022)
- Son texte doit être wikifié : il ne correspond pas à la mise en forme Wikipédia (style, typographie, liens internes, liens entre les wikis, etc.). (Marqué depuis mai 2022)

### Italie
Après un entraînement soutenu, le 1er RFM débarque à Naples au sein de la 1re DFL, le 22 avril 1944. Il s'insère dans le plan de bataille qui va entreprendre de rompre le front allemand qui barre toute l'Italie au sud de Rome, dès le 12 mai 1944. Après les violents combats sur le Garigliano, le RFM (qui est en avant-garde de la division sur trois axes) combat brillamment à Montefiascone et Radicofani. Il compte 61 tués dont Amyot d'Inville et 140 blessés.

### Provence
En août 1944, il est débarqué en Provence, à Cavalaire-sur-Mer, sous le commandement du capitaine de corvette Pierre de Morsier.
L'unité combat pour la libération de Toulon et d'Hyères, puis remonte la vallée du Rhône, pénètre dans Lyon évacuée par les troupes allemandes, puis atteint Autun ; l'escadron Savary y entre après un dur accrochage au cours duquel cinq hommes sont tués et quatre blessés. Savary fait à ce moment en Côte-d'Or, la liaison avec des unités de la 2e DB (Leclerc) débarquée en Normandie. Le RFM poursuit son avance en direction des Vosges.

### Vallée du Rhône

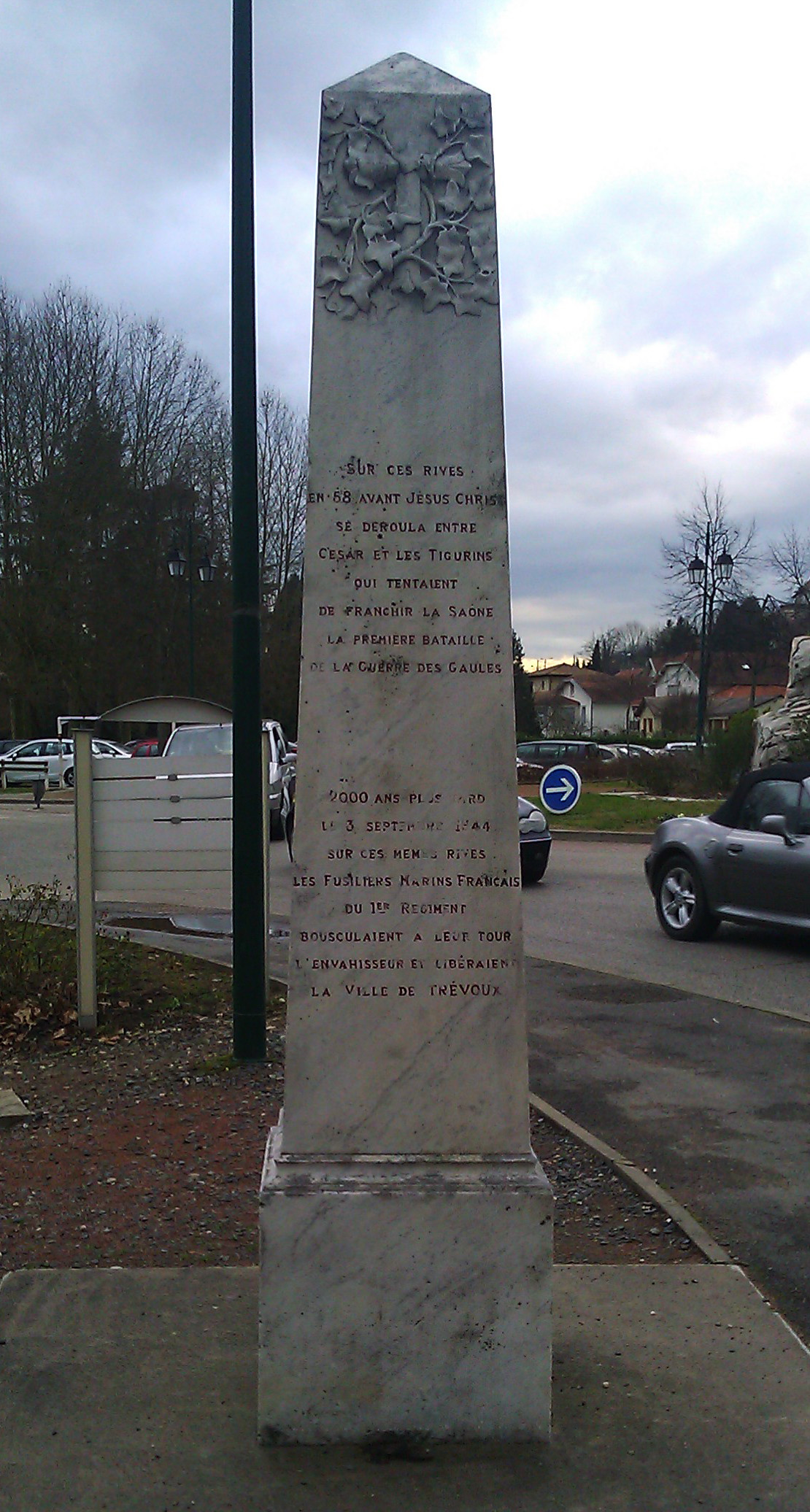
Monument à Trévoux dans l'Ain, hommage au 1er régiment de fusiliers marins libérant la ville le 3 septembre 1944. Il fait le parallèle avec une des premières batailles de la guerre des Gaules, opposant les Tigurins aux troupes de César.

Il fait la jonction avec le 1er régiment de spahis (débarqué en Normandie avec la 2e DB) à Châtillon-sur-Seine le 12 septembre. Ce fait est considéré comme une des jonctions entre les troupes alliées de Normandie et celles de Provence (voir aussi Nod-sur-Seine et son Monument de la Jonction).

### Haute-Saône
Le 27 septembre, l'escadron de chars mène l'attaque sur Clairegoutte avant de prendre Ronchamp le 8 octobre, puis Vescemont, Rougegoutte, Romagny et Rougemont-le-Château le mois suivant. Se distinguent particulièrement dans ces opérations : l'enseigne de vaisseau Bokanowski, l'aspirant Vasseur et, aux côtés des marins, les hommes du 11e Cuir-Vercors qui ont été mis sous les ordres du 1er RFM.

### Combats de la poche de Royan
Après la campagne Vosges, la 1re DFL est envoyée sur le front de l'Atlantique pour réduire la poche de Royan, mais est rappelée d'urgence sur le front de l'Est. En effet, von Rundstedt déclenche une offensive en décembre 1944 et il faut faire face.

### Alsace
En janvier 1945, les fusiliers marins se distinguent à nouveau en Alsace, à Herbsheim et Rossfeld, avant de poursuivre leur marche en avant victorieuse vers le Rhin.

### Alpes
Retirée du front d'Alsace, la division est affectée au détachement de l'armée des Alpes en avril 1945, dans le massif de l'Authion où le 1er escadron se distingue, perdant dans l'offensive cinq officiers sur six et près de 50 % des effectifs engagés.

## Honneurs et distinctions
- Son contenu est peut-être sujet à caution et doit absolument être sourcé. Si vous connaissez le sujet traité ici, vous pouvez la retravailler à partir de sources pertinentes en utilisant notamment les notes de bas de page. (Marqué depuis mai 2022)
- Certaines informations devraient être mieux reliées aux sources mentionnées dans la bibliographie ou les liens externes. Améliorez sa vérifiabilité en les associant par des références. (Marqué depuis mai 2022)
- Son texte doit être wikifié : il ne correspond pas à la mise en forme Wikipédia (style, typographie, liens internes, liens entre les wikis, etc.). (Marqué depuis mai 2022)

### Pertes au combat
Entre octobre 1940 et mai 1945, l'ensemble 1er BFM / 1er RFM a perdu 195 hommes dont 12 officiers parmi lesquels deux de ses commandants.

### Décorations
Ont été décernés à ces hommes : 
- 200 croix de guerre,
- 70 médailles militaires,
- 32 Légion d'honneur,
- 31 croix de la Libération.

Le drapeau du 1er RFM compte cinq citations à l'ordre de l'armée obtenues pour 1939-1945 avec attribution de la croix de la Libération, de la médaille de la Résistance française et de la croix de guerre.
En août 1945, le 1er RFM est remis à la disposition des autorités navales.

### Ordre de la libération
Le 1er régiment de fusiliers marins est, avec le sous-marin Rubis et la corvette Aconit, compagnon de la Libération par décret du 12 juin 1945.
Le matelot mécanicien Georges Brières, tué à Giromagny, repose dans le caveau no 8 de la crypte du Mémorial de la France combattante au mont Valérien. Il représente le sacrifice de tous les marins morts pour la Libération de la France.
Cette décoration valut à un détachement du régiment d'être présent le 12 novembre 1970 à Colombey-les-Deux-Églises pour prendre part aux obsèques du général de Gaulle, honneur partagé avec deux autres unités de l'armée seulement : le 501e régiment de chars de combat (Rambouillet) et le régiment de chasse 2/30 Normandie-Niemen (Reims).

### Traditions
Le drapeau, la mémoire et la tradition du 1er régiment de fusiliers marins sont aujourd'hui confiés à l'École des fusiliers de Lorient. Avec le RBFM, il a montré la valeur des armes françaises forgées pour la libération de la France.

## Personnalités ayant servi au régiment
32 membres du régiment ont été faits compagnons de la Libération à titre individuel. Huit d'entre eux sont morts pour la France.

### Compagnons morts pour la France
- Hubert Amyot d'Inville (1909-1944), mort pour la France le 10 juin 1944 à Montefiascone (Italie)
- Lucien Bernier (1914-1944), mort pour la France le 2 octobre 1944 à Champagney
- Robert Détroyat (1911-1941), mort pour la France le 21 juin 1941 en Syrie
- Joseph Domenget (1908-1944), mort pour la France le 24 novembre 1944 au Ballon d'Alsace
- Pierre Le Goffic (1912-1944), mort pour la France le 22 août 1944 à Hyères
- Yves Nonen (1916-1944), mort pour la France le 24 novembre 1944 au Ballon d'Alsace
- Julien Roger (1919-1945), mort pour la France le 10 avril 1945 à Breil-sur-Roya
- Henri Silvy (1920-1944), mort pour la France le 6 juin 1944 sur l'aéroport de Guidonia (Italie)

### Autres compagnons de la Libération
- Roger Barberot (1915-2002), ambassadeur de France
- Jacques Bauche (1914-1982),
- Jean Brasseur-Kermadec (1914-1992), amiral, préfet maritime de Toulon
- Jean Cadéac d'Arbaud (1917-2003), directeur de compagnies aériennes (Air Afrique, UTA)
- Constant Colmay (1903-1965), conservateur du Musée du Mont-Faron
- Bernard Demolins (1918-2012), fonctionnaire de l'ONU
- Joseph Duhautoy-Schuffenecker (1909-1995), lieutenant aumônier, missionnaire d'Afrique
- Marcel Guaffi (1918-1997)
- Pierre Iehlé (1914-1984), amiral, inspecteur général de la Marine
- Jules de Koenigswarter (1904-1995), ambassadeur de France
- Georges Le Sant (1914-2000)
- Alexandre Lofi (1917-1992)
- Stanislas Mangin (1917-1986), conseiller d'État
- Michel Maurice-Bokanowski (1912-2005), député, maire d'Asnières-sur-Seine
- René Millet (1910-1978), ambassadeur de France
- André Morel (1916-1979)
- Pierre de Morsier (1908-1991), deuxième commandant du régiment
- Jean des Moutis (1911-1965), attaché à l'état-major de l'OTAN
- Édouard Przybylski (1920-1993)
- Louis Rubaud (1917-1990)
- Alain Savary (1918-1988), député, ancien ministre
- Roland Terrier (1917-1976), inspecteur de la navigation au Havre
- François Tilly (1910-1983), maire de Jumilhac-le-Grand
- Elie-France Touchaleaume (1914-2010)